# José Touré
José Touré, född den 24 september 1961 i Nancy, Frankrike, är en fransk fotbollsspelare som tog OS-guld i fotbollsturneringen vid de olympiska sommarspelen 1984 i Los Angeles.